# Roscelino
Roscelino de Compiègne (em latim: Roscellinus Compendiensis), João Roscelino ou apenas Roscelino (Compiègne, c. 1050—ca. 1125) foi um filósofo e teólogo francês.
É frequentemente considerado o fundador do nominalismo (escolástica). Foi mestre de Pedro Abelardo.

## Biografia
Roscelino nasceu em Compiègne, França. Pouco se sabe sobre sua vida, e o conhecimento de suas doutrinas é derivado principalmente de Anselmo e Abelardo.
Ele estudou em Soissons e Reims, foi posteriormente anexado á catedral de Chartres e tornou-se cânone de Compiègne. Como monge de Compiègne, ele lecionava desde 1087. Ele teve contato com Lanfranco, Anselmo e St. Ivo de Chartres.
Parece mais provável que Roscelino não tenha sido estritamente o primeiro a promulgar doutrinas nominalistas; mas em sua exposição receberam expressão mais definida e foram aplicados ao dogma da Trindade, atraiu atenção universal.
Roscelino sustentou que é apenas um hábito de falar que impede a fala das três pessoas como três substâncias ou três deuses. Se fosse de outra forma, e as três pessoas eram realmente uma substância ou coisa (una res), devemos ser forçados a admitir que o Pai e o Espírito Santo tornou-se encarnado junto com o Filho. Roscelino parece ter apresentado essa doutrina em perfeita boa fé e reivindicado a ela a princípio a autoridade de Lanfranco e Anselmo.
Em 1092/1093, no entanto, um Concílio foi convocado em Soissons pelo arcebispo de Reims condenou sua interpretação, e Roscelino, acusado de triteísmo retraiu as doutrinas atribuídas a ele, mas apenas por medo de excomunhão e até apedrejamento até a morte pela população ortodoxa, pois mais tarde ele voltou às suas primeiras teorias. Fugiu para a Inglaterra, mas tendo se tornado impopular por um ataque às doutrinas de Anselmo, deixou o país e foi para Roma, onde foi bem recebido e se reconciliou com a Igreja Católica. Ele então voltou para a França, ensinou em Tours e Loc-menach (Loches) em França ( onde teve Abelardo como aluno ) e finalmente se tornou cânone de Besançon. Ouve-se falar dele ainda em 1121, quando se apresentou para se opor aos pontos de vista de Abelardo sobre a Trindade. Também recebeu uma carta de Teobaldo de Étampes por ter denegrido injustamente os filhos de sacerdotes.
De seus escritos, existe apenas uma carta endereçada a Abelardo sobre a Trindade, na qual Roscelino afirma "menospreza Abélardo e se alegra com sua castração." Hauréau apresenta seu nome em conexão com um texto: "Sentententia de universalibus secundum magistrum R." ( "Avisos e extr. De quelques manuscr. Lat.", V, Paris, 1892, 224 ), mas isso é uma conjectura. Temos como evidência de seus textos doutrinários de Anselmo, Abelardo, João de Salisbury, e um epigrama anônimo. Sua participação na história das idéias e, especialmente, seu nominalismo foram exagerados, sendo muito mais notável no que se concerne a sua heresia triteísta.

## O nominalismo de Roscelino, ou Sententia Vocum
De acordo com Otão de Freisingen Roscelino primus nostris temporibus sententiam vocum instituit (Gesta Friderici imp. in Monum. Alemão. História: Script., XX, 376) (Literalmente: "foi o primeiro em nossos tempos a instituir a opinião/teoria das palavras"), mas o cronista da "Historia Francia" (cf. Bouquet, "Recueil des hist. des Gaules et de la France", XII, Paris, 1781, 3, b, c) menciona diante dele um "magister Johannes", cuja personalidade é muito discutida e que ainda não foi definitivamente identificada. O que constitui a sententia vocum? A julgar por isso, temos além dos textos acima mencionados que trazem diretamente sobre Roscelino uma exposição do tratado De generibus et speciebus (século XIII), erroneamente atribuído a Abelardo por Victor Cousin. A "sententia vocum" foi uma das soluções antirrealistas do problema dos universais aceitos pelo início da Idade Média.
Retomando a alternativa de Porfírio (mox de generibus et speciebus illud quidem sive subsistent sive in nudis intellectibus posita sint), os primeiros filósofos medievais consideravam gêneros e espécies (substância, corporeidade, animalidade, humanidade) como coisas ou como não tendo existência, e aplicando a essa alternativa uma terminologia de Boécio, eles derivavam de lá res (coisas) ou voces (palavras). Para os nominalistas universais eram voces 'vozes', o que significa: (1) acima de tudo que os universais não são res, isto é, que só o indivíduo existe: nam cum habeat eorum sententia nihil esse praeter individuum... (De gener. et spec., 524). O nominalismo era essencialmente antirrealista. (2) que os universais são meramente palavras, flatus vocis, por exemplo, a palavra "homo", divisível em sílabas, consoantes e vogais. "Fuit autem, nemini magistri nostri Roscellini tam insana sententia ut nullam rem partibus constare vellet, sed sicut solis vocibus species, ita et partes ascridebat" "como nenhum dos nossos professores, Roscelino, era tão insano em sua opinião que não queria que nada fosse esclarecido às partes, mas assim como as aparências eram feitas por meras palavras, ele também caluniava as partes." (Abelardo, Liber divisionum, ed. Cousin, 471); "[...] Illi utique dialectici, qui non nisi flatum vocis putant universalis esse substantias, et qui colorem non aliud queunt intellegere quam corpus, nec sapientiam hominis aliud quam animam, prorsus a spiritualium quaestionum disputatione sunt exsufflandi." "Aqueles dialéticos, é claro, que pensam que nada além do sopro da voz é a substância universal, e que entendem a cor como nada além do corpo, e a sabedoria do homem como nada além da alma, estão completamente exaustos pela discussão de questões espirituais." (Anselmo, De Incarnatione Verbi, p. 285. Opera Omnia, vol. 1. Ed. F.S. Schmitt, 1938); "Alius ergo consistit in vocibus, licet haec opinio cum Roscelino suo fere omnino evanuerit" "Outro, então, consiste em palavras, embora essa opinião tenha desaparecido quase completamente com Roscelino"(João de Salisbury, Metalog., II, 17). O universal é reduzido a uma emissão de som (flatus vocis), em conformidade com a definição de Boécio: Nihil enim aliud est prolatio (vocis) quam aeris plectro linguae percussio. O universal de Roscelino corresponde ao que hoje é chamado de "universale in voce" em oposição ao universale in re e universale in intellectu. 
Mas essa teoria de Roscelino não tinha conexão com o conceito abstrato de gênero e espécie. Ele não tocou nessa questão. É certo que ele não negou a existência ou a possibilidade desses conceitos, e ele não era, portanto, um nominalista à maneira de Taine ou no sentido em que o nominalismo é agora entendido. É por isso que, em referência ao sentido moderno da palavra, alguns a chamam de pseudonominalismo. João de Salisbury, falando de "nominalis secta" (Metalog., II, 10), dá-lhe um significado bem diferente. Assim, a solução rudimentar, até mesmo infantil, de Roscelino não compromete o valor dos conceitos universais e pode ser chamada de estágio no desenvolvimento do realismo moderado. No entanto, por causa de sua posição como o primeiro filósofo medieval a desafiar o realismo medieval, ele tem sido invocado como um antepassado da modernidade.
Roscelino também foi criticado por Anselmo e Abelardo pela ideia menos clara que ele deu do todo e da substância composta. De acordo com Anselmo, ele sustentou que a cor não existe independentemente do cavalo que serve de suporte e que a sabedoria da alma não está fora da alma que é sábia (De fide trinit., 2). Ele nega ao todo, como a casa, o homem, a existência real de suas partes. A palavra sozinha tinha partes, ita divinam paginam pervertit, ut eo loco quo Dominus partem piscis assi comedisse partem hujus vocis, quae est piscis assi, non partem rei intelligere cogatur (Cousin, P. Abaelardi opera, II. 151).
Roscelino não estava sem seus apoiadores; entre eles estava seu contemporâneo Raimberto de Lille, e o que o monge Hériman relata de sua doutrina concorda com as declarações do mestre de Compiègne. Substâncias universais, diz Hériman, são apenas um sopro, o que significa eos de sapientium numero merito esse exsufflandos. Ele apenas comenta o ditado de Anselmo caracterizado pelo mesmo tom de brincadeira: a spiritualium quaestionum disputatione sunt exsufflandi" (P.L., 256a), e diz que para entender a loquacidade ventosa de Raimbert de Lille basta respirar em sua mão (manuque ori admota exsufflans "Mon. Germ. Hist.", XIV, 275).

## O Triteísmo de Roscelino
Roscelino considerava as três Pessoas Divinas como três seres independentes, como três anjos; se o uso permitisse, ele acrescentou, pode-se realmente dizer que existem três deuses. Caso contrário, ele continuou, Deus, o Pai, e Deus, o Espírito Santo, teriam encarnado com Deus, o Filho. Para manter a aparência de dogma, ele admitiu que as três Pessoas Divinas tinham apenas uma vontade e um poder ["Áudio... quod Roscelinus clericus dicit in tres personas esse tres res ab invicem separatas, sicut sunt tres angeli, ita tamen ut una sit voluntas et potestas aut Patrem et Spiritum sanctum esse incarnatum; et tres deos vere posse dici si usus admitteret" "Eu ouço... que o clérigo Roscelino diz que em três pessoas há três coisas separadas uma da outra, assim como há três anjos, mas de modo que a vontade e o poder são um, ou que o Pai e o Espírito Santo estão encarnados ; e que três deuses podem ser verdadeiramente ditos, se o uso admitir" (carta de Anselmo a Foulques)].
Esse triteísmo característico, que Anselmo e Abelardo concordaram em refutar mesmo após a conversão de seu autor, parece uma aplicação indiscutível do antirrealismo de Roscelino. Ele até argumenta que, se as três Pessoas Divinas formam apenas um Deus, todas as três se encarnaram. Há, portanto, segundo ele, três substâncias Divinas, três Deuses, como há três anjos, pois cada substância constitui um indivíduo, que é a afirmação fundamental do antirrealismo. As ideias do teólogo estão intimamente ligadas às do filósofo.